# Jewgeni Wiktorowitsch Korolkow
Jewgeni Wiktorowitsch Korolkow (russisch Евгений Викторович Корольков; * 9. Oktober 1930 in Moskau, Sowjetunion; † 24. Dezember 2014 in Sergijew Possad, Russland) war ein sowjetischer Boden- und Geräteturner. Seine größten Erfolge sind der Gewinn von zwei olympischen Medaillen 1952 im Mannschaftsmehrkampf (Gold) und Seitpferd (Silber). Des Weiteren erhielt er zwei Weltmeisterschaftsmedaillen 1954 in der Mannschaft (Gold) sowie an den Ringen (Silber).

## Leben und Karriere
Seine Karriere als Turner begann Korolkow in seiner Geburtsstadt Moskau, wo er unter anderem an den Allrussischen Jugendmeisterschaften des Jahres 1945 teilnahm. Dabei erreichte er den zweiten Platz im Einzelmehrkampf in der Kategorie der Jungen sowie den ersten Platz beim Seitpferd. Ein Jahr später nahm er bereits am Hauptwettbewerb teil, wo er die Goldmedaillen in folgenden vier Bewerben errang: Einzelmehrkampf, Seitpferd, Ringe und Barren. 1949 war Korolkow Teilnehmer der Moskauer Stadtmeisterschaften, bei denen er die Silbermedaille im Einzelmehrkampf erreichte. Außerdem gewann er in diesem Jahr die Goldmedaille im Mannschaftsmehrkampf bei den sowjetischen Gymnastikmeisterschaften und wurde Neunter im Einzelmehrkampf. Noch im selben Jahre erreichte er beim Dual Meet zwischen der Sowjetunion und Ungarn Gold im Mannschaftsmehrkampf, sowie Bronze im Einzelmehrkampf, am Pauschenpferd, an den Ringen, am Barren, sowie am Reck. 1950 folgten neben insgesamt vier Goldmedaillen bei den Moskauer Stadtmeisterschaften, sowie einem ersten und einem fünften Platz bei den sowjetischen Gymnastikmeisterschaften auch die Aufnahme in den Nationalkader der Sowjetunion. Im darauffolgenden Jahr bereitete er sich vor allem auf die Olympischen Spiele im nachfolgenden Jahr vor und absolvierte verhältnismäßig weniger Einsätze. Einer Goldmedaille im Einzelmehrkampf bei den Stadtmeisterschaften von Moskau folgten ebenfalls Gold im Team bei den Staatsmeisterschaften und ein fünfter Platz im Einzel bei derselben Veranstaltung.
1952 nahm er nach den Stadtmeisterschaften, bei denen er den vierten Platz im Einzel erreichte, mit dem sowjetischen Nationalkader an den Olympischen Spielen 1952 in Helsinki teil. Dort nahm er ab 19. Juli, dem Eröffnungstag der Olympischen Spiele, an diversen Wettbewerben teil. So erreichte er neben hinteren bzw. mittleren Platzierungen im Pferdsprung (44. Platz), im Bodenturnen (35. Platz) oder am Reck (23. Platz) auch Platzierungen in den Top 10. Dabei wurde er Siebenter an den Ringen, Fünfter am Barren und Silbermedaillengewinner (zusammen mit Hrant Schahinjan) hinter Wiktor Iwanowitsch Tschukarin. Im Einzelmehrkampf rangierte er schlussendlich mit 113,35 Punkten auf dem sechsten Platz; mit der Mannschaft schaffte er schließlich die Goldmedaille vor der Schweiz und Finnland. Ein Jahr später erreichte er bei den Staatsmeisterschaften der Sowjetunion den vierten Platz im Einzel sowie die Silbermedaille im Team. 1954 nahm Korolkow nach einer Goldmedaille im Einzelmehrkampf bei den Moskauer Stadtmeisterschaften an den Turn-Weltmeisterschaften 1954 in Rom teil, wo er neben einer Silbermedaille an den Ringen auch eine Goldmedaille mit dem sowjetischen Nationalteam in der Mannschaftswertung errang. Im Einzelmehrkampf reichte es lediglich für einen siebten Platz. Bei den Staatsmeisterschaften desselben Jahres reichte es auch nur für einen neunten Platz im Einzel, jedoch abermals für die Goldmedaille in der Mannschaft.
1955 konnte Korolkow bei den Staatsmeisterschaften erneut Gold gewinnen, nachdem er selbst auch an den Ringen Silber gewann und im Einzelmehrkampf nur Fünfter bzw. Sechster wurde. Abermaliger Goldmedaillensieger in den sowjetischen Landesmeisterschaften wurde er auch im darauffolgenden Jahr 1956 in der Teamwertung, nachdem es an den Ringen nur für einen fünften und am Seitpferd nur für die Bronzemedaille reichte. Beim anschließenden USSR Cup des Jahres 1957 in Kiew, der dritten Austragung dieses Wettbewerbs, wurde der sowjetische Turner nach zwei Bronzemedaillen an den Ringen und am Barren nur Fünfter im Einzelmehrkampf. Dies war zugleich auch das letzte größere Turnier an dem der gebürtige Moskauer als Aktiver teilnahm. Im selben Jahr wurde ihm das Ehrenzeichen der Sowjetunion überreicht und er absolvierte das Pädagogische Institut in Moskau, woraufhin er Lehrer und Trainer wurde. Zu seinen Schützlingen in dieser Zeit zählen unter anderem der spätere zweifache Olympiasieger Michail Woronin oder die beiden Olympiasilbermedaillengewinner Waleri Karassjow und Sergei Diomidow. Einen Großteil seiner Trainertätigkeit absolvierte er beim russischen Großklub Dinamo Moskau. Im Jahre 1972 erhielt Korolkow die Medaille „Held der Arbeit“ und im Jahre 1997 das „Ehrenabzeichen für Verdienste zur Entwicklung der internationalen olympischen Bewegung Russlands“. Er ist Träger der Auszeichnungen Verdienter Meister des Sports der UdSSR (1952) sowie Verdienter Trainer der UdSSR (1968). Außerdem wurde er als Held der Russischen Föderation ausgezeichnet und erhielt in seiner Laufbahn als Trainer den Staatspreis der UdSSR oder die Medaille Francysk Skaryna, sowie weitere namhafte Auszeichnungen.
Im Dezember 2014 starb Korolkow 84-jährig in der russischen Großstadt Sergijew Possad; mit ihm starb auch der letzte Goldmedaillensieger im Mannschaftsmehrkampf der Herren der Olympischen Spiele 1952. Das Begräbnis des einstigen Olympiasiegers erfolgte am 27. Dezember 2014 auf Europas größtem Friedhof, dem Chowanskoje-Friedhof in Moskau.